# Alexandre Ollier
Alexandre Ollier est un historien français contemporain connu pour ses travaux sur la cryptographie française au XIXe siècle. Il remarque qu'au début de la Première Guerre mondiale, le service français du Chiffre, créé en 1912 et techniquement en avance sur ses homologues allemand et anglais, était considéré au sein de l'Armée comme pas essentiel, voire inutile,.

## Publications
- Collectif. Des réseaux et des hommes - Contribution à l'histoire du renseignement. L'Harmattan, 2001,  (ISBN 9782747500104).
- La cryptographie dans l'armée française (1881-1914). Éd. Lavauzelle, 2002.
- La cryptographie militaire avant la guerre de 1914. Éd. Lavauzelle, 2004,  (ISBN 978-2-7025-0535-9).